# 唐歷 (史書)
《唐歷》，柳芳撰，凡40卷。唐代歷史私人著作。記載了隋恭帝義寧元年（西元617年）至唐代宗大曆十四年（西元779年）的史事，為編年體。
756年，安禄山占领长安，史馆的馆址被焚，在此以前的唐朝早期记录全被毁，仅留下的记录是由史官韦述所写并保存在他家中的国史的私人底稿。此书由柳芳续至玄宗时期之末，为后来编者提供了初唐历史唯一的重要材料。柳芳本人的地位也很不保险，他因在756年附逆曾被处以流放，之所以匆忙地予以缓刑，是为了让他从事历史写作。其后柳芳所写的历史在送呈肃宗过目时受到严词批评。760年后，因不满于休烈（他补上了肃宗本纪）和令狐峘对史稿作了一些小的修订，于是又改弦更张，私下编写了《唐历》一书，在书中增添了一些细节。
柳芳因事被貶官到黔中（今貴州地區），宦官高力士亦流放巫州，途中兩人同行，聊了許多開元、天寶年間事，柳芳據此寫《唐歷》40卷，大歷以後闕而不錄。唐宣宗詔令崔龜從、韋澳、李荀、張彥遠寫《續唐歷》，止於唐憲宗朝。

## 註腳
1. ↑  崔瑞德，剑桥中国隋唐史（589-906年），中国社会科学出版社，ISBN 9787500405610。